# Olimpia Carlisi
Olimpia Carlisi (Campi Bisenzio, 29 dicembre 1946) è un'attrice italiana.

## Biografia
Ha vissuto l'infanzia e la giovinezza a Firenze. Interprete del teatro off e d'avanguardia degli anni settanta e ottanta, ha recitato anche in Il Casanova di Federico Fellini, La tragedia di un uomo ridicolo di Bernardo Bertolucci, Tu mi turbi di Roberto Benigni, Dalla nube alla resistenza di Straub e Huillet (tratto da due opere di Cesare Pavese, Dialoghi con Leucò e La luna e i falò) e La finestra di fronte di Ferzan Özpetek.
Dalla nube alla resistenza, riproposto al 19° Torino Film Festival,  ha una recensione su Cahiers du cinéma dove Serge Daney sottolinea che il film «si apre sull'immagine un po' irreale di una dea (ammirabile Olimpia Carlisi)».
Ha condotto il Festival di Sanremo 1980 assieme a Claudio Cecchetto, Roberto Benigni e Daniele Piombi. Con Benigni, all'epoca suo compagno, fu protagonista di un momento che fece scandalo, scambiandosi sul palco un bacio lungo ben 45 secondi. Nel 2011 è la voce di Federico Fellini nel documentario Fellini's Circus, diretto da Adriano Aprà. Dopo una lunga assenza, torna al cinema diretta da Asia Argento nel film Incompresa (2014).

## Filmografia

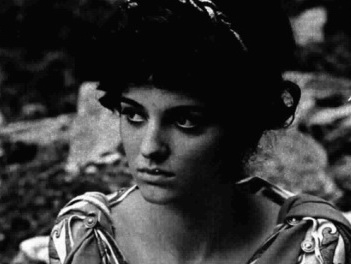
Olimpia Carlisi sul set di Ottone nel 1970

Olimpia Carlisi in Tu mi turbi (1983)

- I parenti tutti, regia di Fabio Garriba (1967) - cortometraggio
- I visionari, regia di Maurizio Ponzi (1968)
- Sotto il segno dello scorpione, regia di Paolo e Vittorio Taviani (1969)
- Giovinezza giovinezza, regia di Franco Rossi (1969)
- Atti degli apostoli, regia di Roberto Rossellini (1969)
- Olimpia agli amici, regia di Adriano Aprà (1970)
- Gli occhi non vogliono in ogni tempo chiudersi (Les yeux ne veulent pas en tout temps se fermer, ou Peut-être qu'un jour Rome se permettra de choisir à son tour), regia di Danièle Huillet (1970)
- Comma 22 (Catch-22), regia di Mike Nichols (1970)
- La cavale, regia di Michel Mitrani (1971)
- Equinozio, regia di Maurizio Ponzi (1971)
- Faire la déménageuse, regia di José Varela (1972)
- Il centro del mondo (Le Milieu du monde), regia di Alain Tanner (1974)
- Irene, Irene, regia di Peter Del Monte (1975)
- Il Casanova, regia di Federico Fellini (1976)
- Dalla nube alla resistenza, regia di Straub e Huillet (1979)
- La terrazza, regia di Ettore Scola (1980)
- Outside In, regia di Stephen Dwoskin (1981)
- Il minestrone, regia di Sergio Citti (1981)
- Seuls, regia di Francis Reusser (1981)
- La tragedia di un uomo ridicolo, regia di Bernardo Bertolucci (1981)
- Clodia - Fragmenta, regia di Franco Brocani (1982)
- Strada Pia, regia di Georg Brintrup (1983)
- Tu mi turbi, regia di Roberto Benigni (1983)
- Prima del futuro, regia di Fabrizio Caleffi, Ettore Pasculli e Gabriella Rosaleva (1985)
- Rendez-vous, regia di André Téchiné (1985)
- L'éveillé du pont de l'Alma, regia di Raúl Ruiz (1985)
- Étoile, regia di Peter Del Monte (1988)
- Tolérance, regia di Pierre-Henry Salfati (1989)
- Alibi perfetto, regia di Aldo Lado (1992)
- Três irmãos, regia di Teresa Villaverde (1994)
- Cartoni animati, regia di Franco e Sergio Citti (1997)
- Giro di lune tra terra e mare, regia di Giuseppe M. Gaudino (1997)
- Il dolce rumore della vita, regia di Giuseppe Bertolucci (1999)
- Animali che attraversano la strada, regia di Isabella Sandri (2000)
- Vipera, regia di Sergio Citti (2001)
- Bimba - È clonata una stella, regia di Sabina Guzzanti (2002)
- Medicina - I misteri, regia di Franco Brocani (2002)
- La finestra di fronte, regia di Ferzan Özpetek (2003)
- Incompresa, regia di Asia Argento (2014)

### Televisione
- Ombre, regia di Cinzia TH Torrini – miniserie TV (1999)

### Documentari
- Fellini's Circus, regia di Adriano Aprà (2011)

## Teatro parziale
- Il berretto a sonagli, regia di Edmo Fenoglio (nel ruolo di Nina Ciampa), trasmesso il 15 dicembre 1970, Programma Nazionale
- La tragedia di Didone, regina di Cartagine, di Christopher Marlowe, regia di Chérif, Orestiadi di Gibellina (1986)
- E. Duse... Souvenir di Giulietta, regia di Beppe Menegatti (1993)
- Porcile, di Pier Paolo Pasolini, regia di Federico Tiezzi (1994)
- Scene da Amleto, regia di Federico Tiezzi (1997)
- L'oiseau bleu, regia di Alfredo Arias
- Il misantropo
- Les indes galantes
- Didone ed Enea
- La cavalcata sul lago di Costanza, regia di Memè Perlini
- Boulevard du melodrame, regia di Alfredo Arias
- Di tre colori e d'una dimensione, regia di Raffaele Curi (2007)